# Kunsthalle w Hamburgu

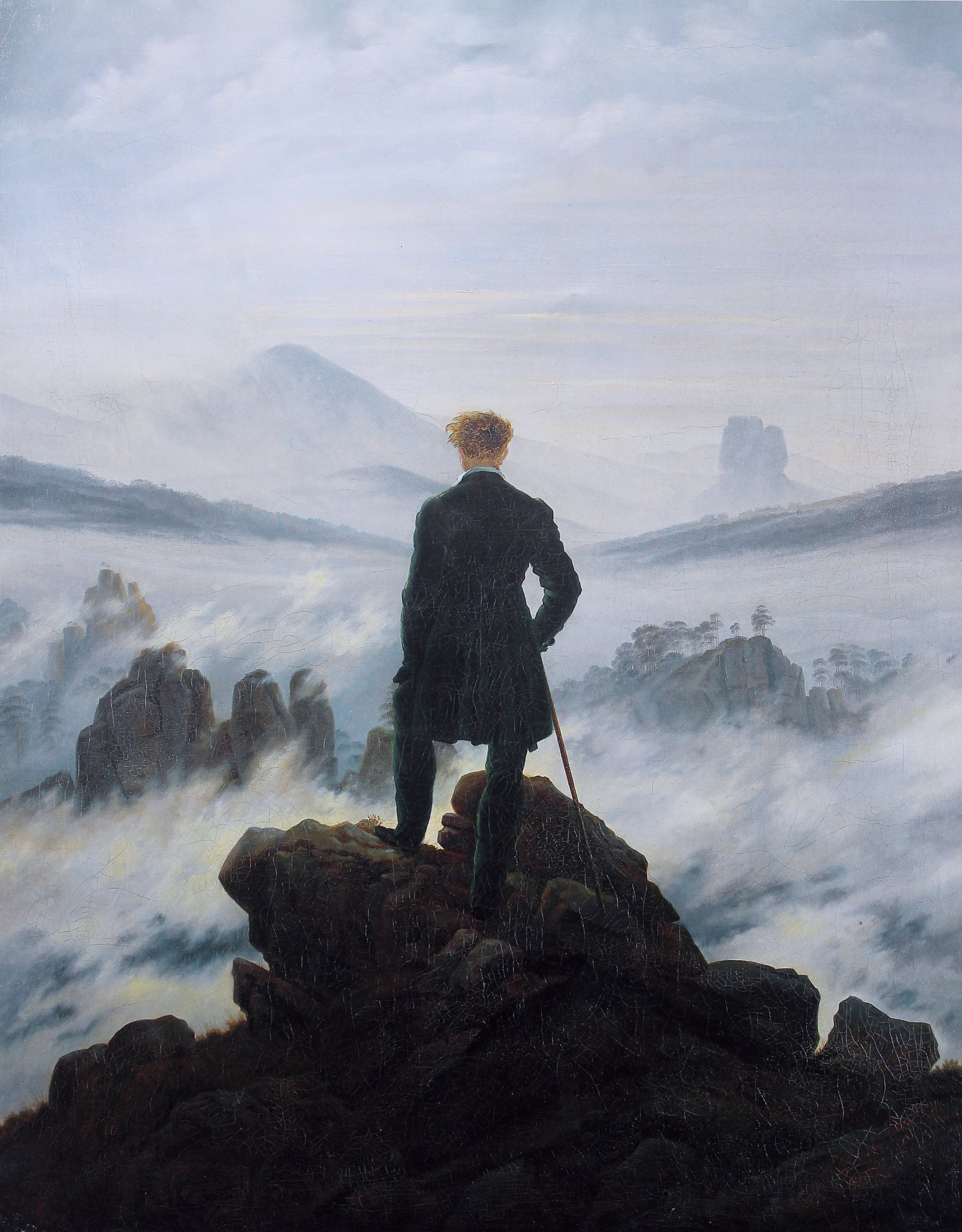
Caspar David Friedrich – Wędrowiec nad morzem mgły

Kunsthalle w Hamburgu (niem. Hamburger Kunsthalle) – muzeum sztuki znajdujące się w Hamburgu. Jedno z największych zbiorów dzieł sztuki w Niemczech.

## Rys historyczny
Podwaliną i zalążkiem dzisiejszego muzeum była Publiczna Miejska Galeria Malarstwa (niem. Öffentliche Städtische Gemälde-Galerie) urządzona w roku 1850 z inicjatywy istniejącego od 1817 r. miejscowego Kunstvereinu oraz senatu Hamburga. Pierwotnie kolekcja zawierała dzieła malarstwa XIX-wiecznego. Gwałtowny wzrost zbiorów spowodował konieczność budowy specjalnego gmachu wzniesionego w 1869 r. Budynek został rozbudowany w latach 1914–1919.
Pierwszym dyrektorem zbiorów był niemiecki malarz Alfred Lichtwark, który zreorganizował galerię i zainwestował w kolejne zakupy dzieł. Przede wszystkim zakupił dzieła XIX-wiecznego malarstwa niemieckiego, reprezentowanego przez Maxa Liebermanna, Lovisa Corintha, Andersa Zorna, Wilhelma Leibla, Theodora Hagena, Adolfa Menzla, Philippa Otto Runge czy Caspara Davida Friedricha. W dobie powszechnego zainteresowania sztuką średniowiecza zostały zakupione dzieła późnogotyckiego malarstwa, w tym wielki ołtarz z malowidłami Mistrza Bertrama (pochodzący z kościoła w Grabow, a wcześniej stanowiący ołtarz główny hamburskiego kościoła św. Piotra) czy obrazy Brata Francke. Ponadto zakupy objęły dzieła artystów zagranicznych, przede wszystkim obrazy francuskich impresjonistów (m.in. Claude Monet Alfred Sisley, Edgar Degas) i nabistów (m.in. Édouarda Vuillarda, Pierre’a Bonnarda).
Kolejny dyrektor, Gustav Pauli, działający w latach 1914–1933, wzbogacił i uporządkował zbiory rycin oraz gabinet numizmatyczny. Po dojściu Hitlera do władzy (dyrektorem zbiorów Kunsthalle był architekt wnętrz prof. Maetzig) część zbiorów (głównie dzieła niemieckiej awangardy) uznana za dzieła sztuki zdegenerowanej została skonfiskowana. Po wojnie dział sztuki nowoczesnej został poszerzony.
Obecnie kompleks hamburskiego Kunsthalle tworzą trzy gmachy:
- Kuppelbau – modernistyczny budynek z elementami architektury typowej dla neoklasycyzmu. Powstał w latach 1912–1921 według projektu architekta Fritza Schumachera. Charakterystyczna kopuła wieńcząca główną elewację nadała nazwę całemu budynkowi. Wewnątrz znajdują się zbiory sztuki dawnej.
- Backsteinbau – monumentalny ceglany budynek wzniesiony w stylu eklektycznym wg projektu Georga Theodora Schirrmachera i Hermanna von der Hude w latach 1863–1869. Sale mieszczą ekspozycje dzieł sztuki głównie XIX w.
- Galeria sztuki współczesnej – Galerie der Gegenwart – dzieło niemieckiego architekta Oswalda Mathiasa Ungersa w formie kubicznej bryły. Budynek ten otwarto w 1995. Oprócz zbiorów sztuki współczesnej (w tym dzieł malarstwa doby modernizmu, dzieła pop-artu) w galerii znajduje się siedziba stowarzyszenia artystów.

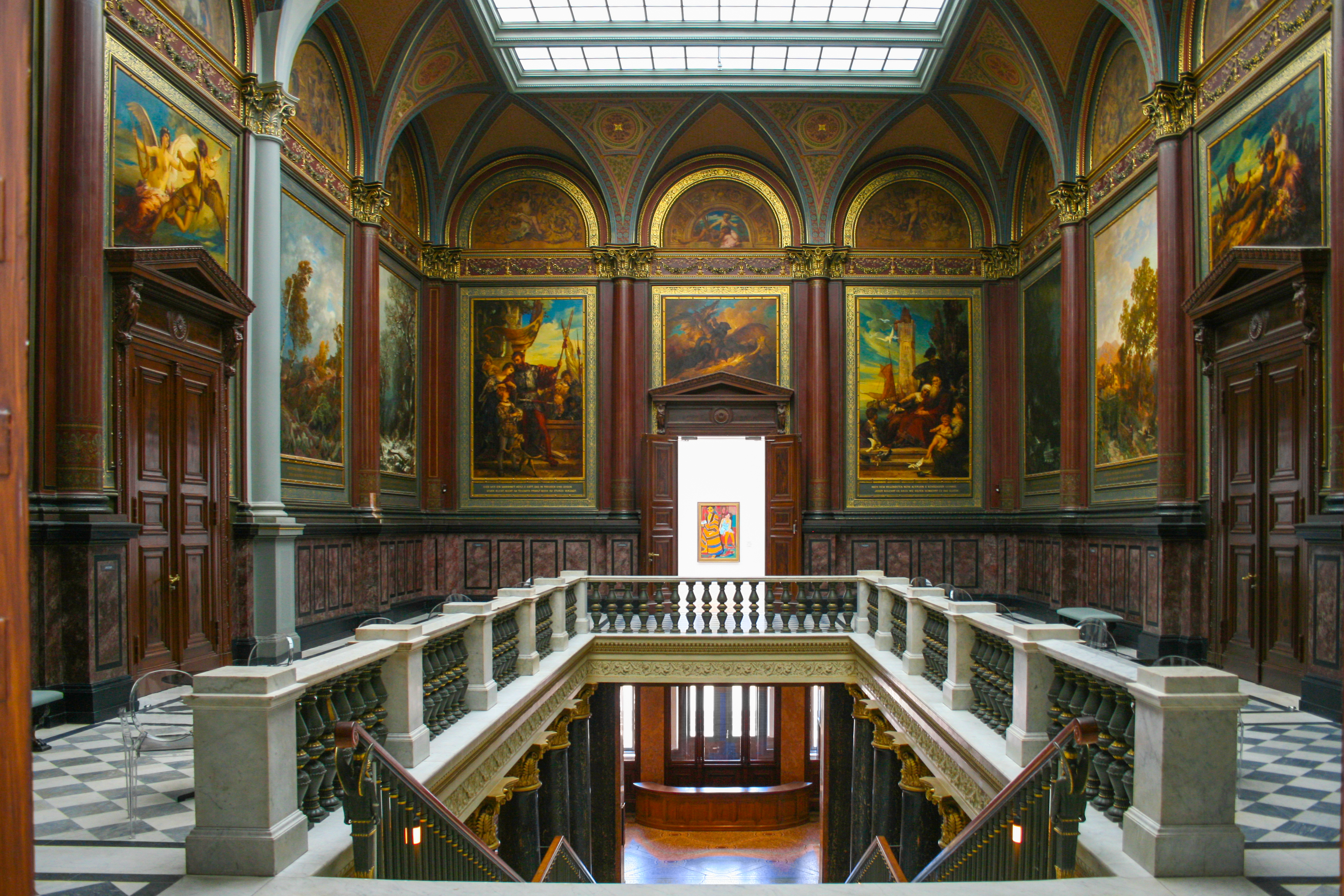
Stare, zabytkowe schody
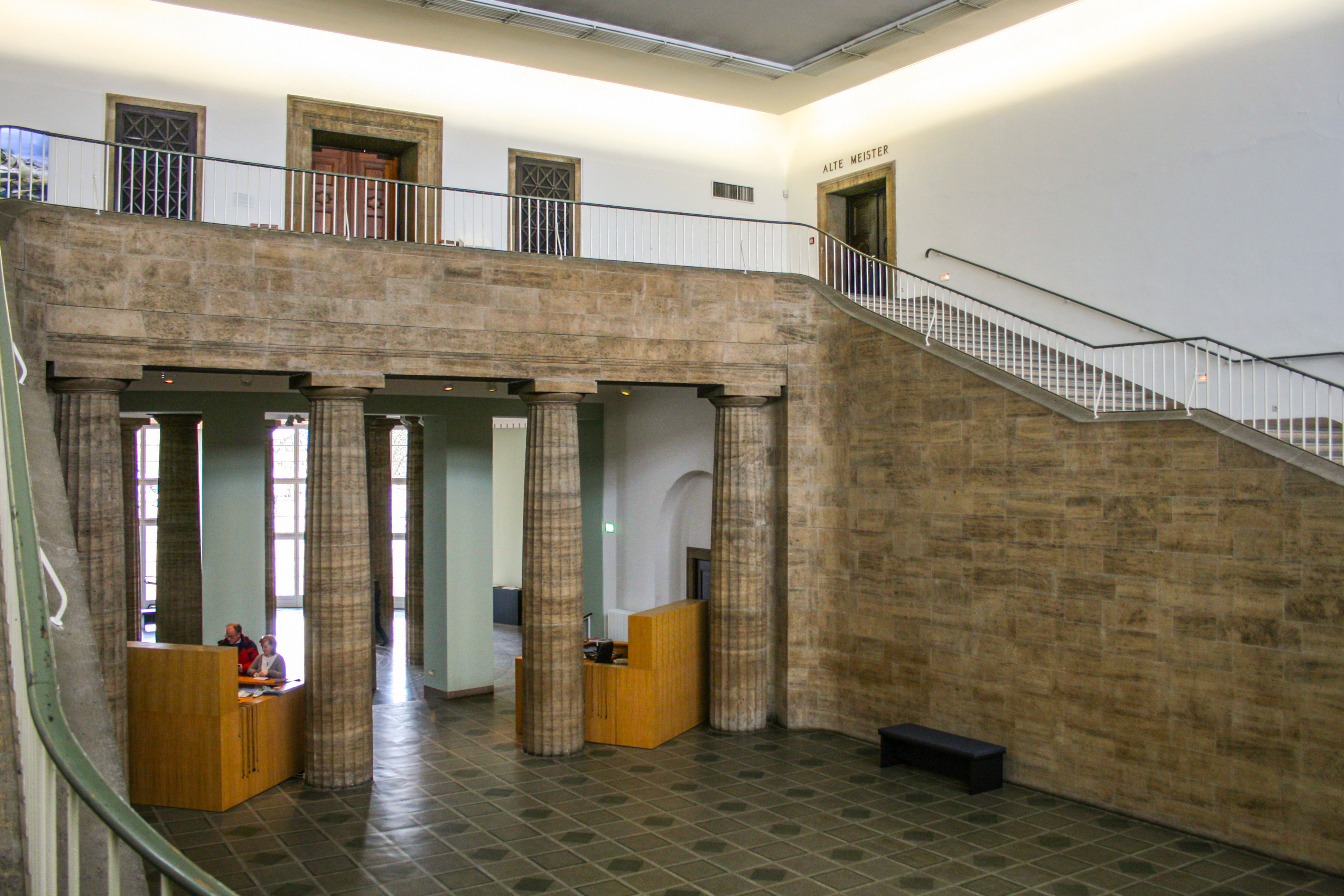
Przedpokój, wkład
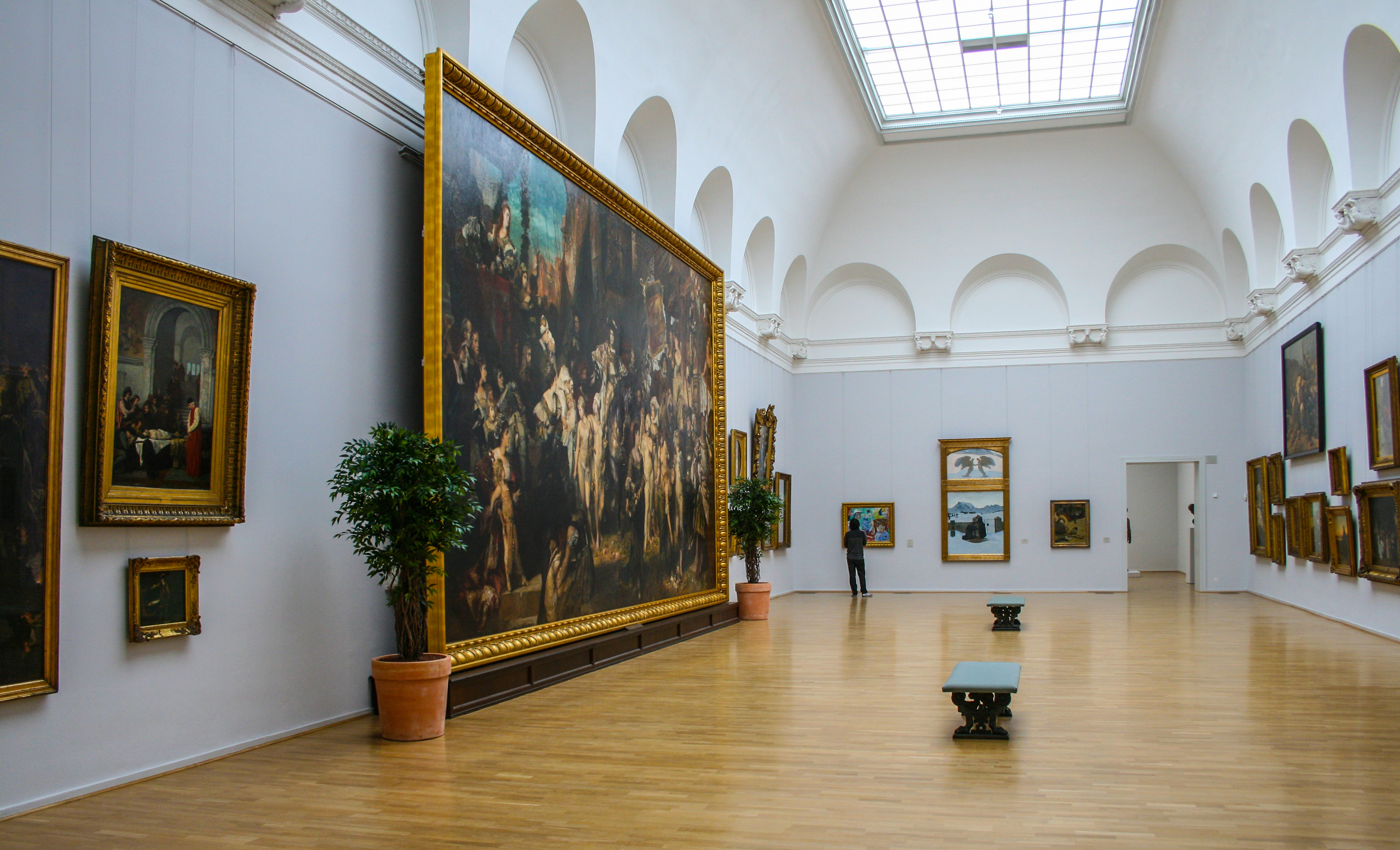
Hala wystawowa

## Zbiory

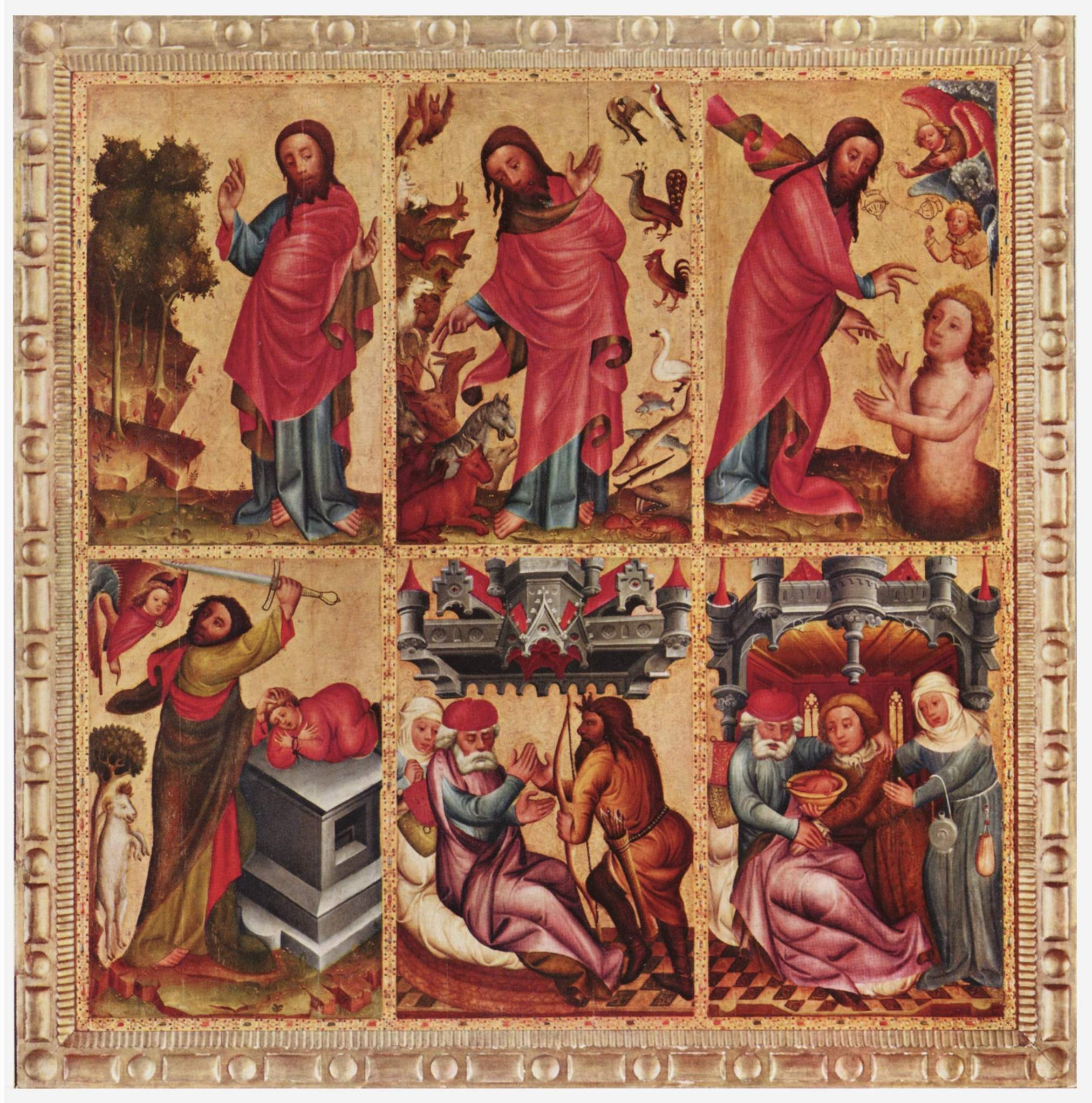
Mistrz Bertram – fragment ołtarza z kościoła św. Piotra w Hamburgu

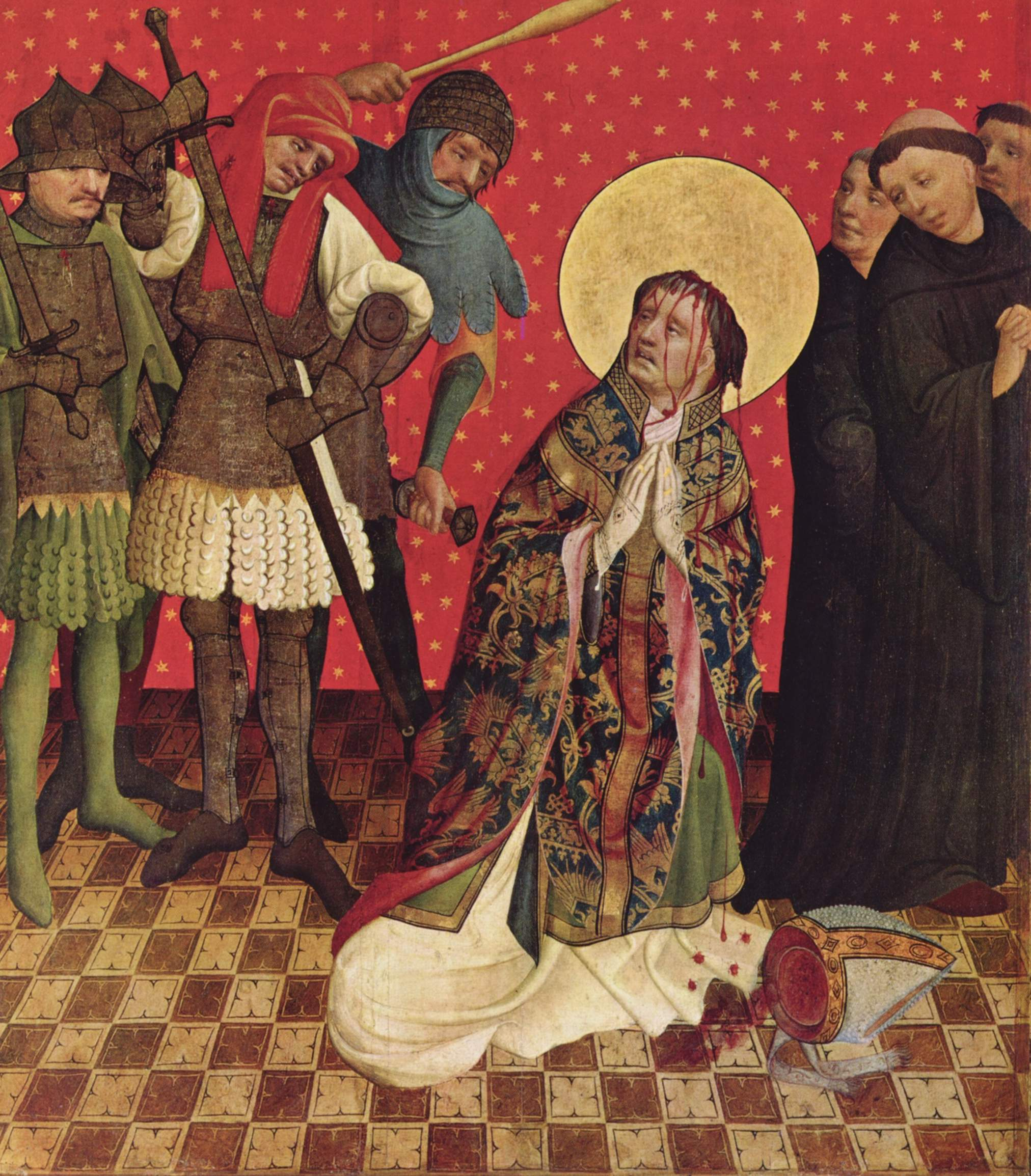
Brat Francke – Męczeństwo św. Tomasza Becketta – fragment Ołtarza Żeglarzy

Zbiory Kunsthalle obejmują dzieła malarstwa od późnego gotyku do czasów współczesnych. Późny gotyk reprezentują przede wszystkim ołtarze Mistrza Bertrama oraz Brata Francke (obrazy z ołtarza Św. Tomasza, ołtarza św. Barbary oraz Vir Dolorum).
Czasy nowożytne reprezentują dzieła malarstwa niemieckiego doby reformacji, przede wszystkim obrazy Lucasa Cranacha Starszego, Hansa Leonard Schäufeleina, czy Hansa Burgkmaira. Zbiory XVII-wiecznego malarstwa holenderskiego reprezentują obrazy m.in. Rembrandta. Z dzieł XVIII-wiecznego malarstwa francuskiego można zobaczyć obrazy Claude’a Lorraina, Jeana-Honoré Fragonarda, François Bouchera, ponadto w galerii znajdują się dzieła malarzy włoskich XVII-XVIII w. (m.in. Sebastiano Ricci, Giovanni Battista Tiepolo).
Szczególnie bogato jest reprezentowane malarstwo XIX wieku, przede wszystkim niemiecki romantyzm, np. obrazy Philippa Otto Runge Ucieczka do Egiptu, Poranek, nazareńczyka Julius Schnorr von Carolsfelda Gody w Kanie, Caspara Davida Friedricha m.in. Wrak nadziei (Morze lodu), Pejzaż koło Greifswald, Wędrowiec nad morzem mgły.
Nurt akademicki reprezentuje m.in. Hans Makart – Wjazd cesarza Karola V do Antwerpii, realizm Wilhelm Leibl (Trzy kobiety w kościele), Adolph Menzel (Atelier), symbolizm Arnold Böcklin (Święty gaj).